# Energy Rekords
Energy Rekords is een Zweeds platenlabel, in 1990 ontstaan door de fusie tussen de labels Front Music Production, Electronic Beat Association en  Energy - alle drie afkomstig uit de stad Älmhult.

## Bands
- Brave New World
- Children Within
- Das Ich
- Diskodiktator
- Elegant Machinery
- EnCounter
- Forbidden Colours
- Front 242
- Frontline Assembly
- In Strict Confidence
- Iris
- Kiethevez
- LCD
- Peter Bjorn and John
- Pouppée Fabrikk
- Project-X
- Proxy
- Rational Youth
- Robert Marlow
- Sista Mannen På Jorden
- Slagsmålsklubben
- The Nine
- VNV Nation
- Welle:Erdball